# Melphina
Melphina là một chi bướm ngày thuộc họ Bướm nâu.